# Chiesa di San Desiderio (Genova)
La chiesa di San Desiderio è un luogo di culto cattolico situato nel quartiere di San Desiderio, in via alla Chiesa, nel comune di Genova nella città metropolitana di Genova. La chiesa è sede della parrocchia omonima del vicariato di San Martino-Valle Sturla dell'arcidiocesi di Genova.

## Storia e descrizione

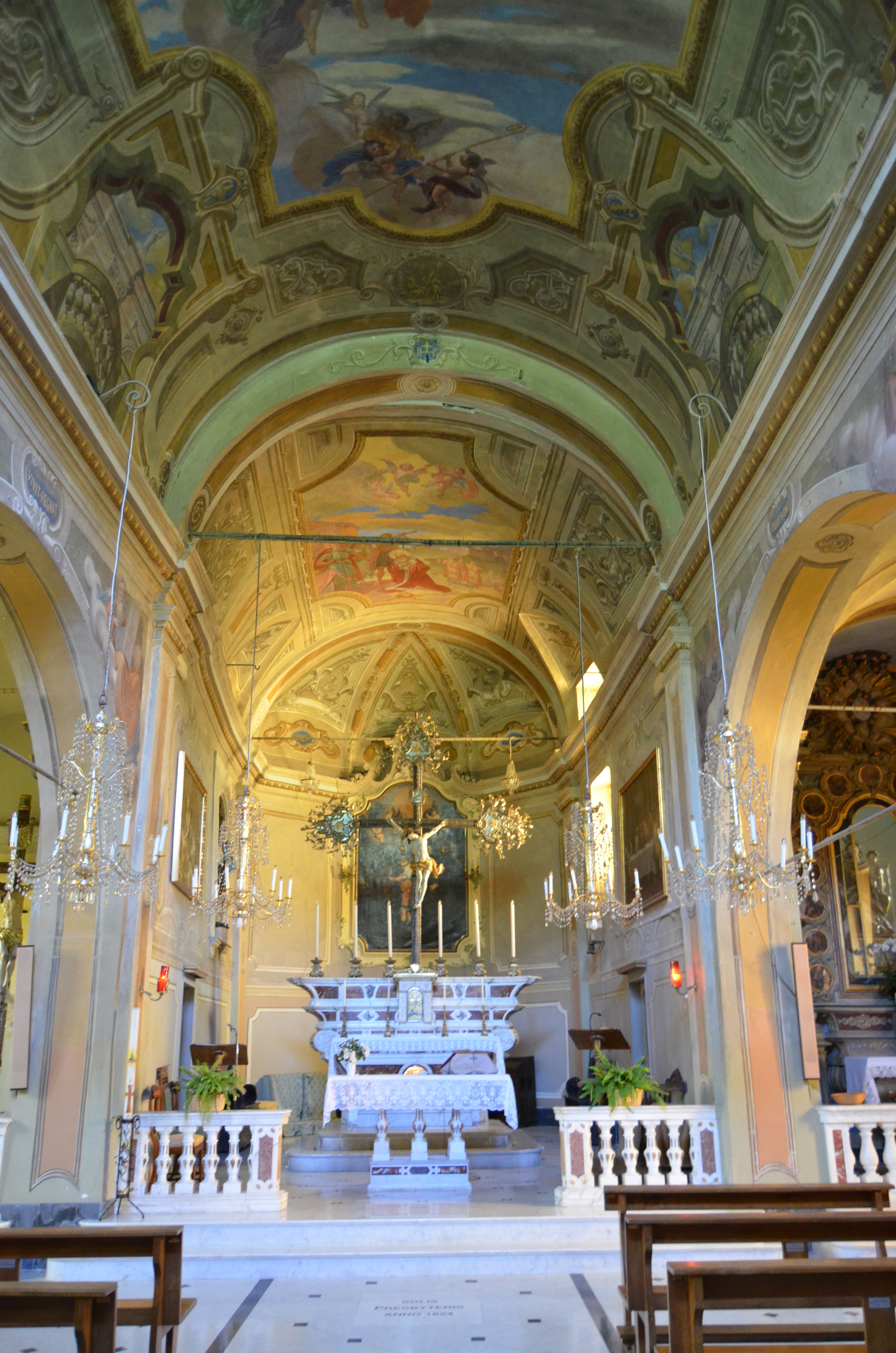
La navata maggiore

Secondo le fonti storiche, supportate dai ritrovamenti nel 1969 di antichi reperti, la primaria chiesa fu edificata nel XIII secolo in stile romanico sui resti di una già preesistente cappella dedicata al santo. La prima citazione ufficiale dell'edificio è risalente in un lascito per le sante messe del 1198.
Originariamente a unica navata, subì trasformazioni alla sua struttura interna tra il XVI e XVII secolo quando le furono aggiunte al corpo principale le due navate laterali. Nel corso dei secoli la chiesa fu interessata da numerosi interventi conservativi e restaurativi; una prima segnalazione della "cattiva stabilità" viene documentata in una relazione del fiscale arcivescovile datata al 15 settembre del 1627. Gli ultimi restauri si attuarono tra il 1969 e il 1970.
L'attiguo campanile fu innalzato nel 1405 grazie al contributo del notaio Deserino de Patino e fino al XVII secolo presentava una guglia, sostituita in seguito da una piccola cupola, nella parte finale. Fu un altro locale benefattore, Giovanni Battista Olcese di Angelo, a contribuire con fondi personali nel 1723 al restauro della cappella interna dedicata alla Madonna del Rosario.
Durante la guerra di successione austriaca, che sconvolse Genova e il circondario nel 1747, subì notevoli danni alla struttura nonché furti di oggetti sacri.
Tra i rettori della chiesa vi fu Amedeo Casabona colui che diverrà, nel 1917, vescovo di Chiavari.
La volta con l'affresco Martirio di san Desiderio è opera del pittore Giovanni Battista Ghigliotti datata al 1904. Nel pilastro a sinistra della navata vi è un affresco datato al XVI secolo raffigurante la Madonna col Bambino; nella zona absidale le statue di san Domenico, di santa Caterina e della Madonna col Bambino della scuola del Maragliano.

## Voci correlate

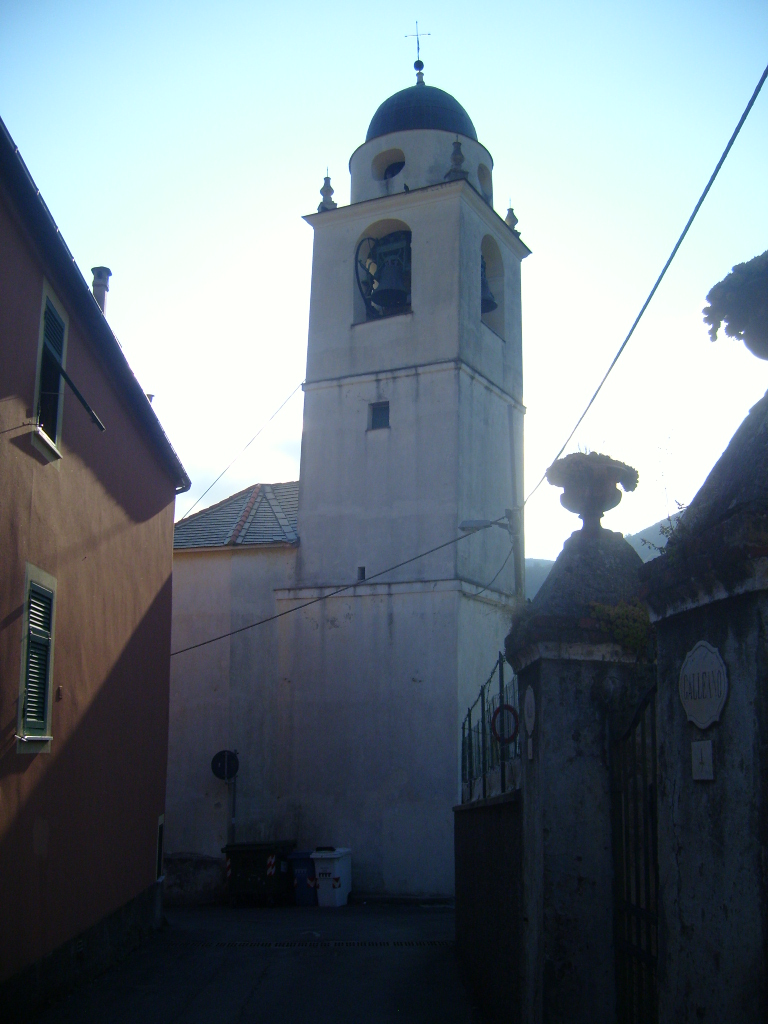
Il campanile della chiesa